# Distretto di Wayanad
Il distretto di Wayanad è situato nella parte nord-orientale dello stato federale indiano del Kerala; fu formato nel 1980, dalla scissione dei distretti di Kozhikode e Kannur.
La parola Wayanad deriverebbe dalla fusione delle parole Vayal (risaia) e Naad (terra); alcuni studiosi tuttavia sostengono anche un'altra ipotesi: la regione era conosciuta in antichità col nome di  Mayakshetra (la terra di Maya). Questo nome si sarebbe successivamente contratto in Mayanad e infine sarebbe mutato in Wayanad.
Il distretto occupa una regione a cavallo dei monti Ghati Occidentali, ed è l'unica terra del Kerala a trovarsi interamente sul versante opposto della catena, sopra l'estremo lembo meridionale dell'altopiano del Deccan. Il distretto sta attraversando negli ultimi anni una grave crisi agraria.

## Geografia fisica
Il distretto confina ad ovest col distretto di Kozhikode, a nord con quello di Kannur e a sud con quello di Malappuram; la parte ad est confina con il Karnataka e con il Tamil Nadu, due altri stati federali. Occupa una delle parti più elevate dell'altopiano del Deccan ed è attraversato da numerosi fiumi, tra i quali il Kabini, il Panamaram Puzha ed il Noolpuzha; il settore di sud-ovest è caratterizzato dalla presenza di cime elevate, anche sopra i 2000 metri (il Chembra Peak arriva a 2345 metri), sui cui fianchi si trovano numerose cascate e grotte, come le famose Edakkal Caves. L'intenso sfruttamento delle aree boschive, ancora molto estese nel settore montuoso, sta mettendo in forte repentaglio il delicato equilibrio naturale dell'area, soggetta a forti piogge durante la stagione monsonica e a lunghi periodi di siccità. Gran parte dell'altopiano è invece occupata da distese di risaie, favorite dalla presenza dei fiumi, che la rendono una delle zone più fertili del Deccan. L'area riceve ogni anno una media di 2.500mm di pioggia, concentrata nei mesi da giugno ad ottobre.

## Storia

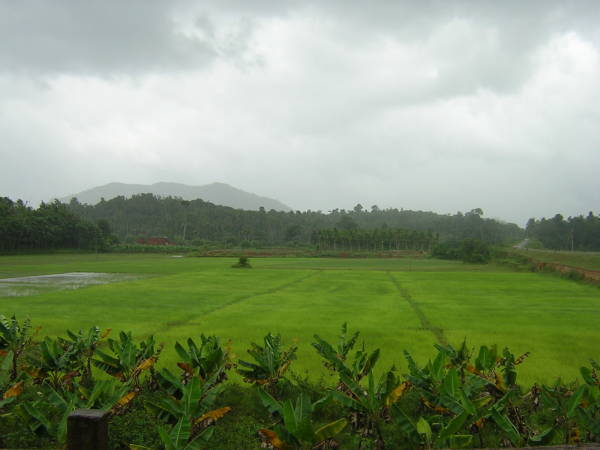
Tipico paesaggio del distretto di Wayanad

In epoche remote l'area era dominata dai Maharaja di Vedar; in seguito, nel Settecento, cadde sotto l'influenza del maharaja Pazhassi, sotto il dominio di Kannur. Durante l'Ottocento, con l'avanzata dell'impero britannico in India, tutta l'area del Mysore, compresa Wayanad, finì sotto il controllo degli inglesi, fino all'indipendenza dell'India, avvenuta nel 1947. All'epoca, il distretto era accorpato a quello di Cannanore, nel Karnataka. Quando, nel 1956, fu istituito lo stato del Kerala, il distretto di Cannanore fu scisso in due parti, e quella meridionale fu aggiunta al distretto di Kozhikode; il 1º novembre 1980, sia questo distretto che quello di Cannanore cedettero parte dei loro talukas per la creazione dell'attuale distretto di Wayanad.

## Società

### Evoluzione demografica

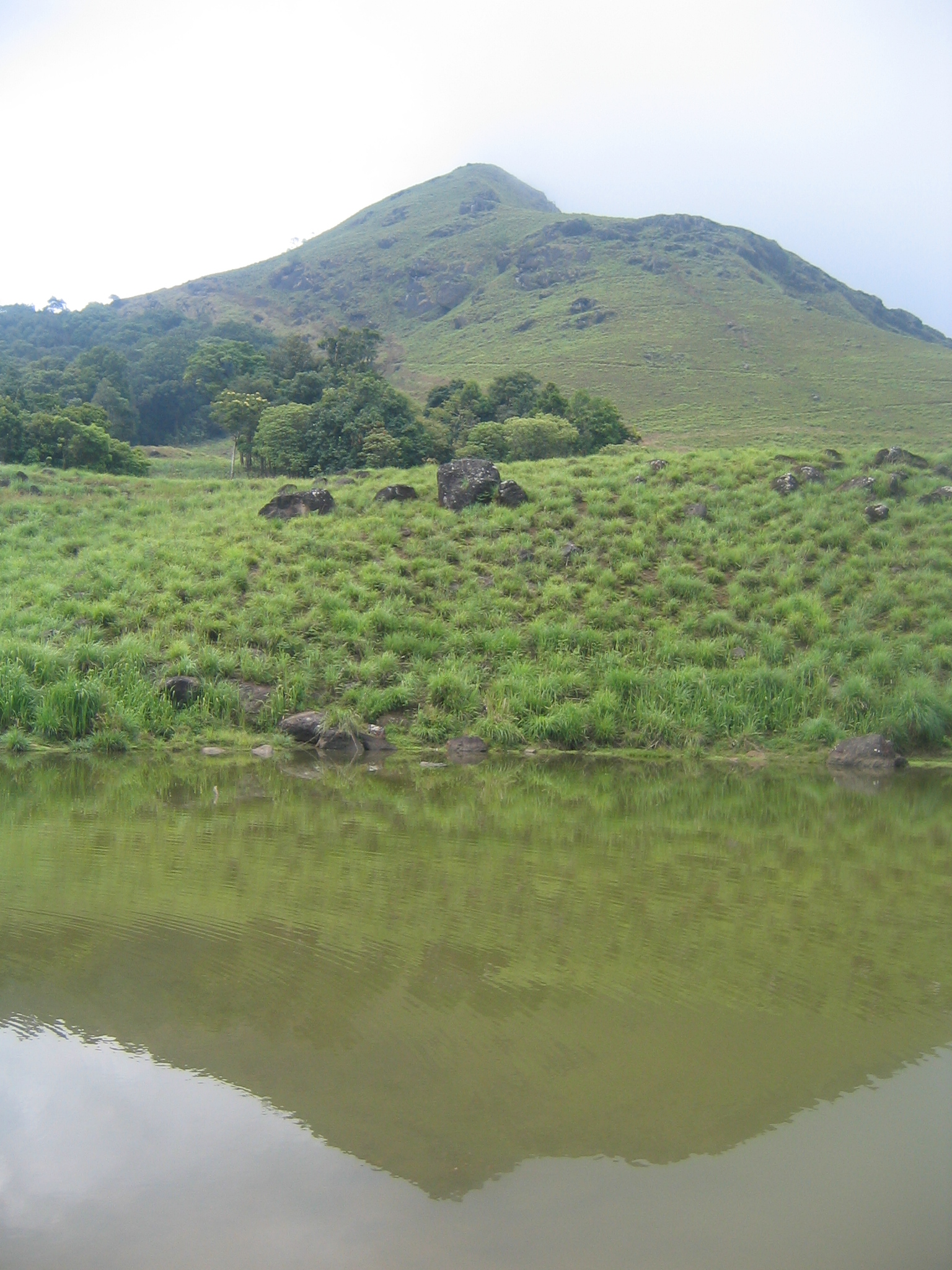
Il Chembra Peak, coi suoi 2345 metri di altezza, è la cima più alta del distretto

La principale caratteristica della popolazione del distretto è la presenza dell'etnia Adivasi, un'antica popolazione dell'India del sud; la gran parte degli abitanti però non è originaria della regione: fin dal Trecento infatti, si stanziarono i Jains, provenienti dall'interno dell'attuale Karnataka, cui seguirono i Nairs, provenienti dalla costa del Malabar; altre importanti famiglie dell'attuale Kerala giunsero qui nel Quattrocento, fino ad arrivare alla pacifica invasione dei Musulmani, 
il cui lavoro, congiunto a quello di altri lavoratori, fece prosperare la regione.

Nel 2001, il numero degli uomini qua è pari a quello delle donne; il tasso di alfabetizzazione, il più basso del Kerala, è dell'81% tra gli uomini e del 73% tra le donne. Il 12% della popolazione è costituita da individui al di sotto dei 12 anni.

## Economia
Il distretto di Wayanad è il meno progredito dello stato del Kerala. L'economia è fortemente incentrata sull'agricoltura; vengono coltivati, oltre al riso, il tè, il caffè, il cacao, il pepe e, ultimamente, la vaniglia. Per favorire l'irrigazione, sono state costruite numerose dighe, consentendo di irrigare anche aree lontane dai fiumi, aride durante la stagione secca.

### La crisi agraria
La riforma agraria ha causato in questa regione una gravissima depressione economica; il libero sacmbio commerciale con lo Sri Lanka, il Free Trade Agreement, è alla base della crisi. Per aumentare la produzione, nel distretto si fa largo uso di fertilizzanti chimici ed insetticidi, rendendo alla lunga improduttive vaste aree coltivabili.